# Gilberto de Hastings
Pour les articles homonymes, voir Hastings.
Gilberto de Hastings (Hastings ?, - Lisbonne, 27 avril 1166) fut le premier évêque de Lisbonne après la conquête de la ville sur les Maures en 1147. 
Gilberto était anglais. Il intégra l'armée destinée à la Seconde croisade. La flotte transportant celle-ci s'arrêta à Porto, le dernier port de la route de la Méditerranée aux mains des chrétiens. C'est alors que le comte du Portugal Afonso Henriques, avec l'aide de l'archevêque de Braga, João Peculiar convainquit les croisés d'attaquer Lisbonne.
Après la prise de la ville en octobre, la grande mosquée fut immédiatement purifiée et consacrée à Notre Dame en tant que Cathédrale. João Peculiar restaura l'évêché et nomma Gilberto évêque. On parle de restauration bien que pendant les quatre siècles maures les chrétiens de Lisbonne avaient leur évêque mozarabe. En mettant ainsi les évêchés des territoires qu'il contrôlait sous la tutelle de l'archevêque de Braga, le nouveau roi Afonso allait à l'encontre de la coutume qui plaçait les évêchés portugais sous les archevêchés léonais. Il cherchait à émanciper le Portugal, autant politiquement que spirituellement, de la mainmise par l'Imperator Alphonse VII de León et Castille
En 1150, Gilberto s'installa à la tête de la Sé de Lisboa. Il introduisit dans l'évêché le rite suivi par l'Église de Salisbury, en Angleterre. L'évêché de Lisbonne s'y conforma jusqu'en 1536, lorsque l'archevêque Alphonse II introduisit le rite romain (en réponse au schisme de l'Église anglicane).
En 1151, il envoya des lettres en Angleterre, afin d'obtenir de l'aide pour la Reconquista.
Il fonda les paroisses de São Vicente de Fora, Mártires e Santa Justa.
Il fut enterré dans la Sé de Lisboa.